# Saint-Martin-du-Var
Saint-Martin-du-Var é uma comuna francesa na região administrativa da Provença-Alpes-Costa Azul, no departamento Alpes Marítimos. Estende-se por uma área de 5,59 km², com 2 197 habitantes, segundo os censos de 1999, com uma densidade de 393 hab/km².